# Otov
Otov település Csehországban, a Domažlicei járásban. Otov Poběžovice, Vlkanov, Pařezov, Ždánov, Meclov és Nový Kramolín településekkel határos. Lakosainak száma 106 fő (2024. január 1.).

## Népesség
A település lakosságának változását az alábbi diagram mutatja:
| Lakosok száma | 299  | 311  | 350  | 165  | 109  | 115  | 101  | 102  | 107  | 106  |
|               | 1869 | 1890 | 1921 | 1950 | 1980 | 2001 | 2017 | 2019 | 2022 | 2024 |